# 編印連環圖畫輔導辦法
《編印連環圖畫輔導辦法》是中華民國歷史上的漫畫審查制度，由於直接扼殺了本土漫畫創作者的生存空間，此輔導辦法被著名漫畫史評論者洪德麟稱呼為「臺灣漫畫的大劫」。

## 概要與影響
1948年（民國37年）《編印連環圖畫輔導辦法》全文共九條，1962年（民國51年）修正全文共十七條，同年11月6、7日送交教育部與內政部會銜公布實施。不過這個輔導辦法頒佈後並未立即實施，且陸續於1963、1967、1969年等行文予以修改其中之錯誤，到後來此輔導辦法竟達16頁之多。真正落實施行是從1966年起，且翌年起將審查業務移交國立編譯館。
審查制度的施行迫使許多漫畫家改行轉業，留下來繼續創作的轉往不用送審的報紙或雜誌求發展。譬如徐麒麟改行當導遊、林大松改以印刷與出版幼兒教材為業、陳海虹改畫插畫、洪義男改以雜誌為創作舞臺、劉興欽轉往報紙投稿、邱錫勳（山巴）則改畫油畫。
此外，當時臺灣規模最大的漫畫出版商「文昌出版社」因拒絕送審而被迫結束營業；文昌出版社總編輯蔡焜霖另行創立「王子出版社」，創辦《王子半月刊》，另由王朝基擔任總編輯，吸引原效力於文昌的漫畫家如陳益男、海龍、呂奇、洪義男等人加入。而以《諸葛四郎》轟動臺灣漫畫界的葉宏甲，則自行成立「宏甲出版社」，由他編撰故事腳本，交由十多名徒弟執筆作畫。
此輔導辦法的條文內容籠統空泛，故送審通過與否全憑審查者的主觀判定。比如邱錫勳曾畫了一隻會說話的小狗，審查主事者竟說：「這、這小孩子看了會神經病耶！」。美國華特迪士尼公司的米老鼠或唐老鴨等擬人化的卡通人物早在世界各地家喻戶曉，僵化的審查制度反而扼殺創作自由。該輔導辦法甚至溯及既往，1967年前未送審的漫畫書全數沒收；當時全臺灣租書店裡未送審的漫畫書滿坑滿谷，全遭到有關單位的查扣銷燬，洪德麟曾以「焚書坑儒」來形容這個慘況。
該制度並間接讓盜版日本漫畫坐大。由於嚴格的條文內容讓許多本土漫畫家棄筆不畫，某些漫畫家轉行改當出版商（比如陳文富和范萬楠合辦的「虹光出版社」），專門翻印未經合法授權的日本漫畫。1976年《週刊漫畫大王》、《漫畫半月刊》、《冠軍旬刊》等漫畫雜誌皆是刊載這種盜印日本漫畫，較具規模的出版社則有虹光、伊士曼（大然文化前身）、華仁、遠大、志明、藍宏、力群等。因翻印日本漫畫的局面混亂，在國立編譯館相關人員的安排疏導下，一稿數送的情況最後以分配量的方式編號。因此發生了舞弊情事，「走後門」的傳聞甚囂塵上，引發傳播媒體《聯合報》、《中國時報》、《民生報》、中視《六十分鐘》等針對盜版日本漫畫的色情與暴力內容論戰，且讓漫畫家牛哥於1982年間發起「漫畫清潔運動」。
1987年7月15日解嚴之後，漫畫審查制度隨著自動失效；但真正等到同年12月4日，教育部和內政部共同明令此辦法廢止，送審制度的歷史才算消失。

## 外部連結
- 月鳥齋：〈臺灣漫畫審查論‧源篇〉之其一：動機與成效的矛盾
- 吳道成筆記：編印連環圖畫輔導辦法 （页面存档备份，存于）